# Mesochorus hidalgoensis
Mesochorus hidalgoensis är en stekelart som beskrevs av Dasch 1974. Mesochorus hidalgoensis ingår i släktet Mesochorus och familjen brokparasitsteklar. Inga underarter finns listade i Catalogue of Life.